# Chantal Bouvier de Lamotte
Chantal Bouvier de Lamotte (1954) è una modella francese, vincitrice del titolo di Miss Parigi 1971 e Miss Francia 1972.
Tuttavia in seguito a una caduta da cavallo, accorsa pochi giorni dopo l'elezione, dovette rinunciare al titolo e passare la corona alla seconda classificata, Miss Poitou Claudine Cassereau. 